# Anastasija Denisovová
Anastasija Denisovová (bělorusky Анастасія Валер'еўна Дзянісава; * 29. června 1993, Minsk) je běloruská reprezentantka v orientačním běhu. Je vůbec první běloruskou závodnicí, která dokázala získat pro Bělorusko medaili z mistrovství světa v orientačním běhu. Stalo se tak v roce 2016 na mistrovství světa ve švédském Strömstadu, kde jí ve sprintu předběhla pouze Maja Almová a Judith Wyderová. V současnosti žije v Minsku a běhá za švédský klub Sävedalens AIK.